# 제주도서관
제주도서관은 대한민국 제주특별자치도 최초의 공공도서관이다.

## 연혁
- 1957년 독지가 '박종실'로부터 제주시 삼도동 일대의 대지와 건물을 기부채납받아 제주도립도서관으로 개관하였다.
- 1964년 관리 주체가 제주도에서 제주도 교육위원회로 전환되었다.
- 1986년 이동도서관을 운영하기 시작하였다.
- 1987년 서가 운영을 기존 폐가제에서 개가제로 전환하였다.
- 1991년 제주도교육청(지금의 제주특별자치도교육청) 소속으로 변경되었다.
- 1996년 청사를 현재의 위치로 이전하고, 제주도서관으로 개칭하였다.
- 2003년 디지털자료실을 설치하였다.
- 2004년 도서관 건물을 증축하였다.
- 2007년 제주도서관 50년사를 발간하였다.
- 2010년 관장 직급 지방서기관으로 상향 조정되었다.
- 2011년 이동도서관 사업을 종료하였다.
- 2021년 본관 자료실 재배치(청소년,문학,종합) 작업이 이루어졌다.
- 2021년 제주어린이도서관 "별이내리는 숲"이 개관되었다.
- 2022년 관장직급 지방부이사관 또는 지방서기관으로 상향조정 되었다.
- 2023년 조직개편에 따른 도서관 통합(본관3부, 분관5관)

## 현황

### 소장 자료
2023년 6월 현재 도서는 총 283,065권, 전자책 17,019점, 비도서 자료는 7,761점을 소장하고 있다. 이는 제주특별자치도에 소재한 공공도서관 중 가장 많은 장서량이다.

### 시설
도서관 건물은 제주특별자치도 제주시 연삼로 489(이도이동)에 위치하고 있다. 구체적인 자료실 및 편의시설 배치는 다음과 같다.
- 자료실: 종합자료실, 문학/청소년자료실, 디지털자료실
- 학습실: 성인학습실I,II, 남학생학습실, 여학생학습실, 장애인학습실
- 별이내리는 숲: 4층규모의 어린이 도서관(2층에서 장애학습체험장인 카페를 운영하고 있다.(평일 오전10시~오후4시))

## 이용

### 이용 시간
- 자료실: 평일 09:00 ~ 22:00, 토·일요일 09:00 ~ 18:00
- 학습실: 매일 08:00~22:00
- 별이내리는 숲: 평일, 주말 09:00 ~ 18:00
- 휴관일: 매주월요일, 공휴일(다만 일요일은 개관하되, 일요일과 다른 공휴일이 겹칠 경우 휴관), 12월 31일
- 휴관일중 학습실만 개관: 매월 둘째, 넷째 월요일, 관공서의 공휴일(단, 1월1일, 설날 및 추석 당일은 전체 휴관) 공휴일이 일요일인 경우, 12월 31일

### 자료 대출 규정
- 대출자격: 회원증을 소지한 본인에 한해 도서 대출
- 대출권수: 1인 5책
- 대출기한: 15일(대출일 포함)